# داوید آسودو
داوید آسودو (اسپانیایی: David Acevedo‎؛ زادهٔ ۲۰ فوریهٔ ۱۹۳۷) بازیکن فوتبال اهل آرژانتین است. وی همچنین در تیم ملی فوتبال آرژانتین بازی کرده است.